# Zimbabwes herrlandslag i rugby union
Zimbabwes herrlandslag i rugby union representerar Zimbabwe i rugby union på herrsidan.
Laget spelade sin första match den 1981 i Nairobi, och vann med 34-24 mot Kenya.

### Fotnoter
1. ↑  ”Rugby International”. http://www.rugbyinternational.net/countries/zimbabwe.htm. Läst 26 augusti 2011.